# Pieter van Avont
Pieter van Avont, ook Peeter van Avont (gedoopt te Mechelen, 14 januari 1600 - Deurne, 1 november 1652), was een Zuid-Nederlands schilder, tekenaar en prentmaker tijdens de barokperiode.

## Biografie
Alhoewel niet geweten is waar of bij wie Pieter van Avont het métier leerde, werd hij in 1620 meester in de Mechelse schildersgilde.  Hij werd een meester van de Antwerpse Sint-Lucasgilde omtrent 1622/3 en een burger van Antwerpen in 1631.
Van Avont maakte schilderijen in samenwerking met onder andere Jan Brueghel de Oude, David Vinckboons, Lucas van Uden en Jan Wildens.
Tot zijn leerlingen behoorden Frans Wouters, diens broer Pieter Wouters en Peter van de Cruys.

## Werk (selectie)

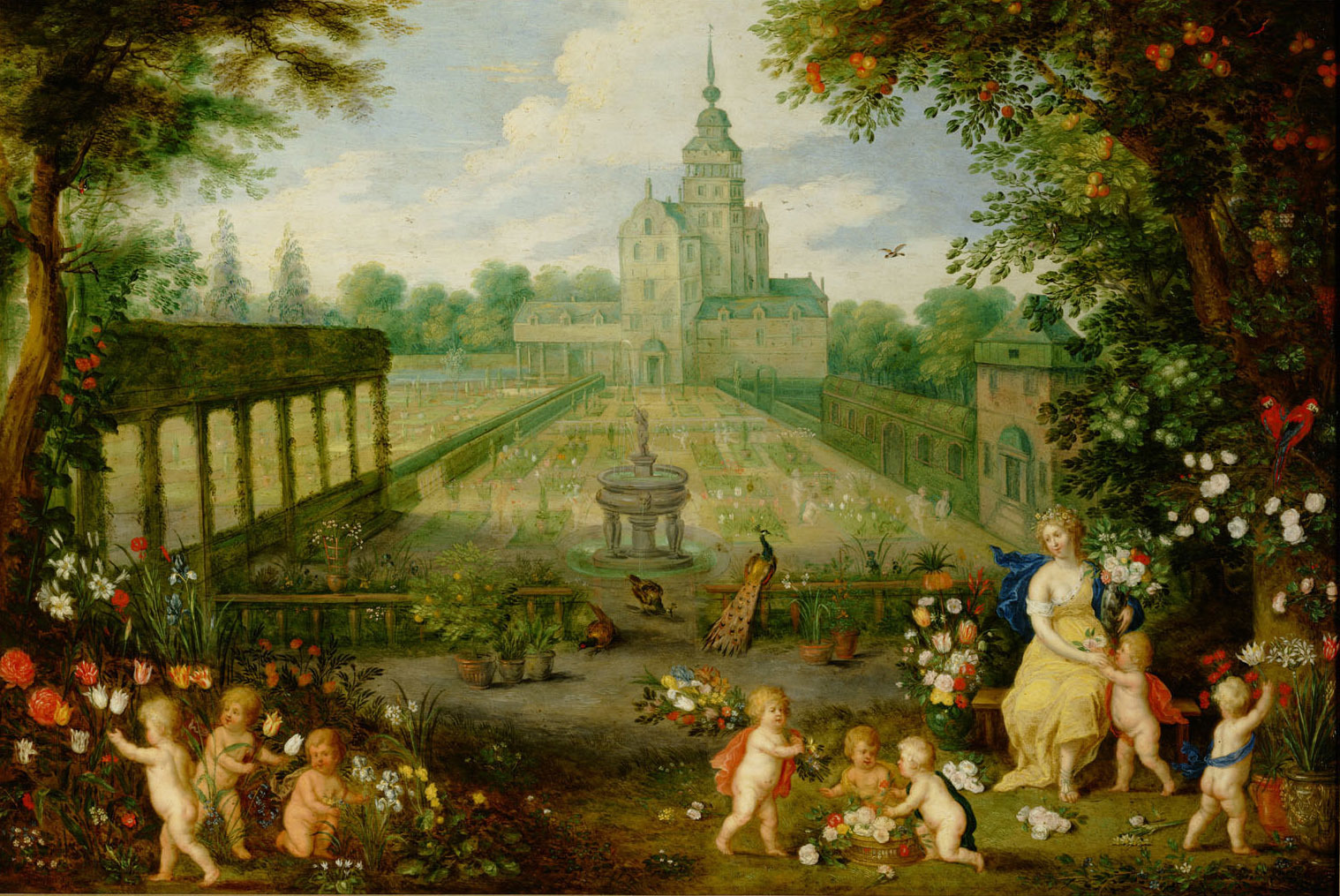
Flora im Garten, in het Kunsthistorisches Museum

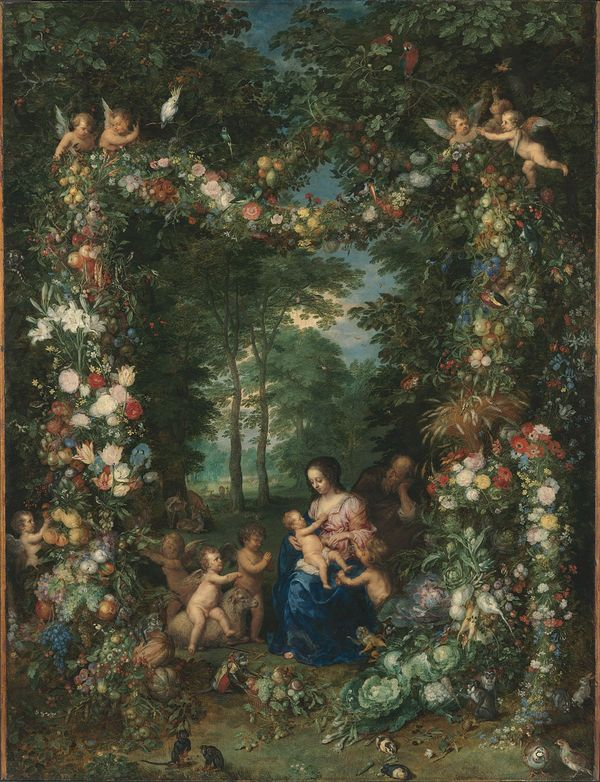
Heilige Familie in een bloem- en fruitkrans door Pieter van Avont en Jan Brueghel de Oude

- Flora im Garten Blumen und Bäume, met Jan Brueghel de Oudere, kopergravure, 70 × 47 cm, Kunsthistorisches Museum, Gemäldegalerie, Wenen, Oostenrijk
- Heilige Familie in een bloem- en fruitkrans, met Jan Brueghel de Oudere, c. 1623, olieverf op paneel, 93,5 × 72 cm, Alte Pinakothek, Munchen, Duitsland (afgebeeld)
- Kruisafneming naar Rubens 1641, Sint-Gertrudiskerk Vorst-Laakdal, olieverf op doek, 177 x 144 cm.
- Maria Hemelvaart 1642, Sint-Gertrudiskerk Vorst-Laakdal, olieverf op doek, 174 x 133 cm.

## Bron
- Pieter van Avont op de website van Mechelse stadsencyclopedie

- Auckland Art Gallery Toi o Tāmaki: 2130
- Biblioteca Nacional de España: XX1596974
- Bibliothèque nationale de France: cb149391966 (data)
- Biografisch Portaal: 38866080
- Gemeinsame Normdatei: 103747915
- International Standard Name Identifier: 0000 0001 0953 7662
- KulturNav: 2c977424-56ed-486b-ad8c-0ac9e7adb702
- RKD-Nederlands Instituut voor Kunstgeschiedenis: 3084
- Union List of Artist Names: 500014706
- Virtual International Authority File: 10267585
- WorldCat: E39PBJgcYvR3TTrdRVmx8Ty68C